# Фурий Меций Гракх
Фурий Меций Гракх (лат. Furius Maecius Grachus) — римский политический деятель середины IV века.
О его происхождении неичего неизвестно. После 350 года Гракх занимал должность корректора Фламинии. Иногда он идентифицируется с Гракхом — префектом Рима. Возможно его родственниками был Фурий Плацид и Аррий Меций Гракх.